# 汕头后蕊苣苔
汕头后蕊苣苔（学名：Opithandra dalzielii）为苦苣苔科后蕊苣苔属下的一个种。

## 扩展阅读
- 維基物種上的相關：汕头后蕊苣苔